# Лузитанский язык
Лузита́нский язык — древнеиберский индоевропейский язык.

## Происхождение
Происхождение лузитанского языка точно не известно: в частности, Ю. Унтерманн считает его кельтским, другие (напр. Франсиско Вильяр, Роса Педреро, Бланка Мария Проспер) причисляют лузитанский язык к италийским.
Кельтская теория в значительной степени основана на том, что единственные известные индоевропейские племена, существовавшие в Португалии в то время, были кельтскими. Также в пользу этой теории говорит схожесть с кельтскими языками лузитанской лексики в области антропонимов и топонимов. У кельтской теории имеются недостатки: сохранение в лузитанском языке начального /p/, которое в кельтских языках теряется. Однако существование /p/ не отрицает полностью принадлежность лузитанского языка к кельтским: он мог отколоться от кельтских до потери /p/, или после трансформации /p/ в /ɸ/, поскольку неизвестно, какой именно звук обозначал в лузитанском алфавите символ Р.
Италийская теория основана на параллелях в именах богов, а также прочих лексических сходствах. Б. М. Проспер указывает на то, что редкие надёжно установленные лузитанские падежные окончания (датив и аккузатив) имеют более надёжные аналоги в италийских, чем в кельтских языках.
Некоторые исследователи выделяют особую галисийско-лузитанскую ветвь.